# 농무앙군
농무앙군은 롭부리주의 행정 구역이다. 이 지역의 총 인구 수는 2005년 기준으로 35257명이다. 인구 밀도는 79.1km2이다.

## 행정 구역
| 번호 | 지명           | 태국어 지명 | 빌리지 | 인구  |  |
| ---- | -------------- | ----------- | ------ | ----- |  |
| 1.   | Nong Muang     | หนองม่วง     | 10     | 8,710 |  |
| 2.   | Bo Thong       | บ่อทอง       | 12     | 6,799 |  |
| 3.   | Dong Din Daeng | ดงดินแดง     | 12     | 5,179 |  |
| 4.   | Chon Sombun    | ชอนสมบูรณ์    | 12     | 4,925 |  |
| 5.   | Yang Thon      | ยางโทน      | 10     | 4,585 |  |
| 6.   | Chon Saradet   | ชอนสารเดช   | 11     | 5,059 |  |

|  | 이 글은 지리에 관한 토막글입니다. 여러분의 지식으로 알차게 문서를 완성해 갑시다. |